# Per Stenius
Per Anders Stenius, född 21 november 1922 i Helsingfors, död där 18 juni 2014, var en finländsk målare.
Stenius studerade 1945–1947 vid Fria konstskolan och företog studieresor bland annat till Sydeuropa och Indien. På sin första separatutställning 1950 presenterade han bilder med klart naturmotiv och mera abstrakta, ofta kubistiskt influerade kompositioner. Han blev en av de första målare som arbetade helt abstrakt i Finland, även om han aldrig erkände sig tillhöra någon stilriktning. Hans kompositioner, som tidvis gränsar till det informella, karakteriseras av en dämpad färgskala och en lyrisk klang.
Stenius utgav diktsamlingen Dimdyning (1958) och en volym minnesbilder, Vägalös (1960).